# رافع

تأثير حركة الروافع على الطائرة

الرافع أو الروافع (بالإنجليزية: Elevators)‏ هي أسطح توجيه الطيران، تكون بالعادة موجودة بالخلف حيث تتحكم بتوجيه التموج للطائرة، وأيضا درجة زاوية المواجهة (Angle Of Attack) للجناح. زيادة بزاوية المواجهة سينتج زيادة بقوة الرفع حسب شكل الجناح ونقص بالسرعة الجوية والعكس أيضا صحيح. والرافع هو الوحيد الذي يتحكم بتوجيه التموج للطائرة (أحيانا يستبدل الرافع بما يسمى ستابلاتر أو (Stabilator) وهو معلق بالموازن الأفقي horizontal stabilizer.
الجناح الخلفي أو الذيل حيث يكون الرافع مثبت به له تأثير معاكس للجناح. وتنتج ضغط تنزيل يعاكس العزم الغير متوازن لأن مركز الثقالة للطائرة (centre of gravity) ليست بموقعها بسبب تغير بمركز الضغط (centre of pressure) مما ينتج الرفع بواسطة الجناح وتأثير قوة السحب (drag) ودفع المحرك. الرافع يزيد أو ينقص قوة الهبوط للذيل. فزيادة قوة التنزيل تزداد بواسطة رفع الروافع للأعلى، مما ينتج لرفع مقدمة الطائرة للأعلى وهبوط للسرعة (بمعنى أنه كلما ازدادت زاوية المواجهة للجناح قلت السرعة مما يزيد من كفاءة الرفع)، ونفس الشيء عندما نخفض الروافع إلى ماتحت المستوى كما بالصورة فقوة التنزيل تنخفض مما يرفع الذيل للأعلى وذلك يؤدي بالطبع لخفض مقدمة الطائرة، وينتج زاوية مواجهة أقل للجناح مما يخفض من كفاءة الرفع، ولتعويض هذا الهبوط يجب على الطائرة أن تزيد من سرعتها (إما بواسطة زيادة الدفع للمحركات أو جعل الطائرة تنحدر أكثر) لتعويض النقص بالرفع.